# M'Haya
M Haya (franska: M Haya (CR), M Haya (Commune Rurale), arabiska: أيت بازة) är en kommun i Marocko.   Den ligger i prefekturen Meknès och regionen Fès-Meknès, i den nordöstra delen av landet, 140 km öster om huvudstaden Rabat. Antalet invånare är 17 156.